# Follyfoot
Follyfoot ou Les Chevaux du soleil au Québec, est une série télévisée britannique pour la jeunesse créée par Desmond Davis, d'après le roman de Monica Dickens, Cobbler's Dream, et diffusée du 28 juin 1971 au 15 septembre 1973 sur ITV.
Au Québec, la série a été diffusée à partir du 6 septembre 1973 à la Télévision de Radio-Canada, et en France à partir de septembre 1973 sur la Première chaîne de l'ORTF dans le cadre de l'émission La Une est à vous, puis sur TF1 dans l’émission Les Visiteurs du mercredi.

## Origine
La série est adaptée d'un roman de 1963 écrit par Monica Dickens : Cobbler's Dream. Arrière petite-fille du célèbre romancier Charles Dickens, Monica Dickens écrira plusieurs suites et reprendra, pour le choix des titres, le titre de la série télévisée (la ferme n'ayant pas de nom dans le roman initial, Yorkshire Television décida de nommer la série télévisée d’après le nom du village voisin du lieu de tournage).

## Synopsis
Un ancien colonel possède une petite ferme où il recueille et soigne des chevaux blessés ou maltraités. Sa nièce, Dora, vient habiter quelque temps chez son oncle…

## Fiche technique
- Titre original et français : Follyfoot
- Titre québécois : Les Chevaux du soleil
- Réalisateur : Desmond Davis, Stephen Frears, Jack Cardiff
- Scénaristes : Tony Essex, Audley Southcott, Rosemary Anne Sisson
- Musique : Steven Francis
  - Générique : la chanson The Lightning Tree est composée par Steven Francis et interprétée par The Settlers
- Production : Tony Essex, Audley Southcott
- Sociétés de production : Yorkshire Television (YTV), TV Munich
- Chaîne : ITV
- Pays d'origine : Royaume-Uni
- Langue : anglais
- Nombre d'épisodes : 39 épisodes (3 saisons)
- Durée : 30 minutes
- Dates de première diffusion : 
  -  Royaume-Uni : 28 juin 1971
- France : 1973

## Distribution
- Gillian Blake (en) : Dora
- Desmond Llewelyn (VF : Gérard Ferrat) : le colonel Geoffrey Maddocks
- Arthur English (en) : Slugger Jones
- Steve Hodson (en) : Steve Ross
- Christian Rodska (en) : Ron Stryker

## Épisodes

### Première saison
1. Dora (Dora)
2. Steve (Steve)
3. Gipsy (Gypsy)
4. Shadow (Shadow)
5. Charlie (One White Foot Charley)
6. Charité (The Charity Horse)
7. Ronchon (Know-All's Nag)
8. Moon stone (Moonstone)
9. Jour de congé (Stryker's Good Deed)
10. Monsieur je-sais-tout (Mr. She-Knows)
11. Ginny (The Standstiil Horse)
12. L'Anniversaire (Birthday at Follyfoot)
13. Jour de congé (A Day in the Sun)

### Deuxième saison
1. Titre français inconnu (Someone, Somewhere)
2. Titre français inconnu (The Debt)
3. Titre français inconnu (Family of Strangers)
4. Titre français inconnu (A Present for Sandy)
5. Titre français inconnu (The Innocents)
6. Titre français inconnu (The Hundred Pound Horse)
7. Titre français inconnu (Poor Bald Head)
8. Titre français inconnu (The Prize)
9. Titre français inconnu (Treasure Hunt)
10. Titre français inconnu (Debt of Honour)
11. Titre français inconnu (Out-of-the-Blue Horse)
12. Titre français inconnu (The Awakening)
13. Titre français inconnu (Fly Away Home)

### Troisième saison
1. Titre français inconnu (The Distant Voice)
2. Titre français inconnu (The Four Legged Hat)
3. Titre français inconnu (Barney)
4. Titre français inconnu (Miss Him When He's Gone)
5. Titre français inconnu (The Dream)
6. Titre français inconnu (The Challenge)
7. Titre français inconnu (The Letter)
8. Titre français inconnu (The Bridge Builder)
9. Titre français inconnu (Uncle Joe)
10. Titre français inconnu (The Helping Hand)
11. Titre français inconnu (Rain on Friday)
12. Titre français inconnu (Hazel)
13. Titre français inconnu (Walk in the Woods)

## Produits dérivés (France)

### Livre
- Le Ranch de Folly Foot, de Monica Dickens. Éditions Hachette ; collection « Idéal-Bibliothèque » ; 1978 ; (ASIN B004WIYLRE).